# لیسا آرچ
لیسا آرچ (انگلیسی: Lisa Arch؛ زادهٔ ۲۳ نوامبر ۱۹۷۱) هنرپیشه و کمدین اهل ایالات متحده آمریکا است. وی از سال ۱۹۹۳ میلادی تاکنون مشغول فعالیت بوده‌است.